# Torta gelato
La torta gelato è un dolce costituito da una base di torta, che può essere composta da pan di Spagna, biscotti sbriciolati o altro, a cui viene aggiunta del gelato e conservata in congelatore per essere consumata ancora fredda. La torta può anche essere costituita da più strati di pan di Spagna alternati a strati di gelato, avere una composizione simile ad una cheesecake, oppure essere interamente composta da gelato.
Il dolce può essere riconducibile ad alcuni dolci preparati in età vittoriana chiamati "bombe", che consistevano in gelato, frutta secca, frutta candita e altro preparati in stampi decorativi, a cui alcune volte venivano aggiunti anche biscotti sbriciolati e pezzetti di torta. Un altro dolce riconducibile alle torte gelato sono le omelette norvegesi, che però a differenza delle torte vengono servite dopo essere state passate al forno. Inoltre una delle più famose torta gelato è la Viennetta Algida, creata con vari gusti nel 1982.

## Preparazione
Il dolce può essere preparato in molti modi, con basi per la torta differenti e con diverse combinazioni di strati, varietà di gelato e forme. Un modo tradizionale di preparare la torta gelato consiste nel creare una base di pan di Spagna facendola raffreddare completamente, mettere la base in una tortiera e aggiungere il gelato che si preferisce e infine mettere la torta in congelatore. In aggiunta la torta può essere guarnita con frutta, biscotti a pezzi, cioccolato, panna montata o altro.